# Phaenocarpa hyalina
Phaenocarpa hyalina är en stekelart som beskrevs av Trostle 1999. Phaenocarpa hyalina ingår i släktet Phaenocarpa och familjen bracksteklar. Inga underarter finns listade i Catalogue of Life.